# برينتوود (كاليفورنيا)
برينتوود (بالإنجليزية: Brentwood)‏ هي إحدى مدن مقاطعة كونترا كوستا، كاليفورنيا. تم إعطاءها لقب مدينة في 21 يناير، 1948.

## التركيبة السكانية
حدّد مكتب تعداد الولايات المتحدة بيانات التركيبة السكانية لبرينتوود في تعداد الولايات المتحدة. في ما يلي، التركيبة السكانية حسب تعدادي 2000 و2010.

### تعداد عام 2000
بلغ عدد سكان برينتوود 23,302 نسمة بحسب تعداد عام 2000، وبلغ عدد الأسر 7,497 أسرة وعدد العائلات 6,127 عائلة مقيمة في المدينة. في حين سجلت الكثافة السكانية 605.2 نسمة لكل كيلومتر مربع (1,567.5/ميل2). وبلغ عدد الوحدات السكنية 7,788 وحدة بمتوسط كثافة قدره 202.3 لكل كيلومتر مربع (524.0/ميل2).
وتوزع التركيب العرقي للمدينة بنسبة 73.82% من البيض و2.48% من الأمريكيين الأفارقة و0.61% من الأمريكيين الأصليين و2.86% من الأمريكيين ذوي الأصول الآسيوية و0.31% من سكان جزر المحيط الهادئ و14.54% من الأعراق الأخرى و5.38% من عرقين مختلطين أو أكثر و28.17% من الهسبانيون أو اللاتينيون من أي عرق.
بلغ عدد الأسر 7,497 أسرة كانت نسبة 50.9% منها لديها أطفال تحت سن الثامنة عشر تعيش معهم، وبلغت نسبة الأزواج القاطنين مع بعضهم البعض 69.4% من أصل المجموع الكلي للأسر، ونسبة 8.3% من الأسر كان لديها معيلات من الإناث دون وجود شريك،  بينما كانت نسبة 4% من الأسر لديها معيلون من الذكور دون وجود شريكة وكانت نسبة 18.3% من غير العائلات. تألفت نسبة 14.4% من أصل جميع الأسر من عدة أفراد يعيشون في نفس المنزل ونسبة 6.5% كانت تتألف من شخص يعيش بمفرده يبلغ من العمر 65 عاماً أو أكثر. وبلغ متوسط حجم الأسرة المعيشية 3.10، أما متوسط حجم العائلات فبلغ 3.43.
بلغ العمر الوسطي للسكان 32.7 عاماً. وكانت نسبة 32.8% من القاطنين تحت سن الثامنة عشر، وكانت نسبة 6.8% بين الثامنة عشر والرابعة والعشرين عاماً، ونسبة 33.4% كانت واقعةً في الفئة العمرية ما بين الخامسة والعشرين والرابعة والأربعين عاماً، ونسبة 17.3% كانت ما بين الخامسة والأربعين والرابعة والستين، ونسبة 9.5% كانت ضمن فئة الخامسة والستين عاماً فما فوق. يوجد لكل 100 أنثى 97.2 ذكر، ويوجد لكل 100 أنثى في الثامنة عشر من عمرها فما فوق 96.6 ذكر.
بلغ متوسط دخل الأسرة في المدينة 69,198 دولارًا، أما متوسط دخل العائلة فبلغ 75,753 دولارًا. وكان متوسط دخل الذكور 56,405 دولارًا مقابل 40,239 دولارًا للإناث. وسجل دخل الفرد الخاص بالمدينة 24,909 دولارًا. وكانت نسبة 4.3% من العائلات ونسبة 5.8% من السكان تحت خط الفقر، وكان من هؤلاء نسبة 7.6% تحت سن الثامنة عشر ونسبة 6.5% في الخامسة والستين من العمر وما فوق.

### تعداد عام 2010
بلغ عدد سكان برينتوود 51,481 نسمة بحسب تعداد عام 2010، وبلغ عدد الأسر 16,494 أسرة وعدد العائلات 13,208 عائلة مقيمة في المدينة. في حين سجلت الكثافة السكانية 1,337.2 نسمة لكل كيلومتر مربع (3,463.3/ميل2). وبلغ عدد الوحدات السكنية 17,523 وحدة بمتوسط كثافة قدره 455.1 لكل كيلومتر مربع (1,178.7/ميل2).
وتوزع التركيب العرقي للمدينة بنسبة 67.93% من البيض و6.58% من الأمريكيين الأفارقة و0.65% من الأمريكيين الأصليين و7.87% من الأمريكيين ذوي الأصول الآسيوية و0.39% من سكان جزر المحيط الهادئ و9.64% من الأعراق الأخرى و6.94% من عرقين مختلطين أو أكثر و26.77% من الهسبانيون أو اللاتينيون من أي عرق.
بلغ عدد الأسر 16,494 أسرة كانت نسبة 48.8% منها لديها أطفال تحت سن الثامنة عشر تعيش معهم، وبلغت نسبة الأزواج القاطنين مع بعضهم البعض 64% من أصل المجموع الكلي للأسر، ونسبة 11.1% من الأسر كان لديها معيلات من الإناث دون وجود شريك،  بينما كانت نسبة 5% من الأسر لديها معيلون من الذكور دون وجود شريكة وكانت نسبة 19.9% من غير العائلات. تألفت نسبة 15.9% من أصل جميع الأسر من عدة أفراد يعيشون في نفس المنزل ونسبة 8.2% كانت تتألف من شخص يعيش بمفرده يبلغ من العمر 65 عاماً أو أكثر. وبلغ متوسط حجم الأسرة المعيشية 3.11، أما متوسط حجم العائلات فبلغ 3.47.
بلغ العمر الوسطي للسكان 35.6 عاماً. وكانت نسبة 31.2% من القاطنين تحت سن الثامنة عشر، وكانت نسبة 7.5% بين الثامنة عشر والرابعة والعشرين عاماً، ونسبة 27.2% كانت واقعةً في الفئة العمرية ما بين الخامسة والعشرين والرابعة والأربعين عاماً، ونسبة 22.7% كانت ما بين الخامسة والأربعين والرابعة والستين، ونسبة 11.4% كانت ضمن فئة الخامسة والستين عاماً فما فوق. وتوزع التركيب الجنسي للسكان بنسبة 48.5% ذكور و51.5% إناث.

## المناخ
يظهر الجدول التالي التغييرات المناخية على مدار السنة لبرينتووود:
| البيانات المناخية لـبرينتووود     | البيانات المناخية لـبرينتووود | البيانات المناخية لـبرينتووود | البيانات المناخية لـبرينتووود | البيانات المناخية لـبرينتووود | البيانات المناخية لـبرينتووود | البيانات المناخية لـبرينتووود | البيانات المناخية لـبرينتووود | البيانات المناخية لـبرينتووود | البيانات المناخية لـبرينتووود | البيانات المناخية لـبرينتووود | البيانات المناخية لـبرينتووود | البيانات المناخية لـبرينتووود | البيانات المناخية لـبرينتووود |
| الشهر                             | يناير                         | فبراير                        | مارس                          | أبريل                         | مايو                          | يونيو                         | يوليو                         | أغسطس                         | سبتمبر                        | أكتوبر                        | نوفمبر                        | ديسمبر                        | المعدل السنوي                 |
| --------------------------------- | ----------------------------- | ----------------------------- | ----------------------------- | ----------------------------- | ----------------------------- | ----------------------------- | ----------------------------- | ----------------------------- | ----------------------------- | ----------------------------- | ----------------------------- | ----------------------------- | ----------------------------- |
| الدرجة القصوى °ف (°م)             | 77 (25)                       | 80 (27)                       | 90 (32)                       | 96 (36)                       | 103 (39)                      | 117 (47)                      | 114 (46)                      | 110 (43)                      | 115 (46)                      | 103 (39)                      | 88 (31)                       | 75 (24)                       | 117 (47)                      |
| متوسط درجة الحرارة الكبرى °ف (°م) | 54 (12)                       | 60 (16)                       | 66 (19)                       | 71 (22)                       | 79 (26)                       | 86 (30)                       | 92 (33)                       | 90 (32)                       | 86 (30)                       | 77 (25)                       | 64 (18)                       | 55 (13)                       | 73 (23)                       |
| متوسط درجة الحرارة الصغرى °ف (°م) | 39 (4)                        | 43 (6)                        | 45 (7)                        | 48 (9)                        | 54 (12)                       | 58 (14)                       | 59 (15)                       | 59 (15)                       | 57 (14)                       | 52 (11)                       | 45 (7)                        | 39 (4)                        | 50 (10)                       |
| أدنى درجة حرارة °ف (°م)           | 20 (−7)                       | 22 (−6)                       | 27 (−3)                       | 28 (−2)                       | 37 (3)                        | 38 (3)                        | 43 (6)                        | 45 (7)                        | 42 (6)                        | 28 (−2)                       | 24 (−4)                       | 18 (−8)                       | 18 (−8)                       |
| الهطول إنش (مم)                   | 2.66 (68)                     | 2.43 (62)                     | 2.08 (53)                     | .78 (20)                      | .43 (11)                      | .09 (2.3)                     | 0 (0)                         | .02 (0.51)                    | .18 (4.6)                     | .62 (16)                      | 1.60 (41)                     | 2.41 (61)                     | 13.3 (339.41)                 |
| المصدر:                           |                               |                               |                               |                               |                               |                               |                               |                               |                               |                               |                               |                               |                               |